# Cretoxyrhina mantelli
A Cretoxyrhina mantelli a porcos halak (Chondrichthyes) osztályának heringcápa-alakúak (Lamniformes) rendjébe, ezen belül a fosszilis Cretoxyrhinidae családjába tartozó faj.
Nemének a típusfaja.

## Tudnivalók
A Cretoxyrhina mantelli (magyarul: „a kréta kor állkapcsa”), ahogy a neve is mutatja, egy kréta kori cápa volt, amely 100-90 millió évvel élt ezelőtt, az egykori Nyugati Belső Víziútban A Cretoxyrhina mantelli elérte a 7 méteres hosszúságot. Az állatot néhány majdnem teljes kövületből ismerjük. Az állat specifikus nevének jelentése: „Mantell hegyes krétaorrúja”.
A kövületek fogai elérhették a 7 centiméteres hosszúságot, görbültek és sima élűek voltak, vastag fogzománccal.
A kövületek nagy részét Kansas államban fedezték fel.